# Sarevok
Sarevok Anchev è un personaggio immaginario della serie di videogiochi Baldur's Gate basata su Dungeons & Dragons e ambientata in Forgotten Realms. Nel primo gioco, Sarevok è l'antagonista principale per poi ricomparire nell'espansione del seguito, Throne of Bhaal, come personaggio giocabile opzionale.
Sarevok, come il protagonista della serie, è un figlio di Bhaal, il dio dell'omicidio.

## Storia
Da bambino, Sarevok venne salvato da un culto che cercava di sacrificare dei bambini figli di Bhaal. Il tempio dei cultisti venne attaccato dal saggio Gorion e da un gruppo di guerrieri, ma mentre Gorion si prese cura del protagonista e di sua sorella Imoen, Sarevok venne lasciato indietro a cavarsela da solo.
Crebbe come un vagabondo sulle strade finché non venne adottato da Rieltav Anchev, il capo della casa dei mercanti chiamata Il Trono Di Ferro.
Quando era ancora un bambino, vide Rieltav strangolare la sua madre adottiva come punizione per infedeltà. L'Evento ha avuto un grande impatto su Sarevok.
Successivamente, Sarevok scoprì le sue origini e ne raccolse le informazioni. Importante per il suo accertamento sulla profezia e la sua connessione con essa, fu la sua visita alla città di Candelkeep, dove venne a sapere di un altro figlio di Bhaal (il protagonista del gioco). Nello stesso tempo, ha anche mostrato interesse nel prendere parte al piano del suo padre adottivo, che era dare grande ricchezza e influenza al Trono Di Ferro. Il piano prevedeva il sabotaggio delle miniere di Nashkel mentre dei banditi assunti aggredivano i mercanti e viaggiatori che passavano per la zona di Baldur's Gate, in particolare quelli che portavano del ferro. La colpa sarebbe stata data alla città di Amn. Contemporaneamente, dei Doppelgangers si sarebbero infiltrati nelle case di mercanti rivali e li avrebbero portati alla rovina. i membri del Trono Di Ferro verrebbero visti come salvatori, vendendo del ferro proveniente dalle loro miniere segrete. Figure importanti, come gli arci duca, saranno assassinate e la colpa verrà data di nuovo ad Amn. Sarevok verrà eletto come arci duca e avrebbe guidato la città in una guerra in cui la sua famiglia avrebbe tratto profitto. Ma a Sarevok non gliene importava del Trono Di Ferro e sperava che lo spargimento di sangue causato dalla guerra lo avrebbe reso il nuovo dio dell'omicidio.
Un giorno, Sarevok andò a Candlekeep per uccidere il protagonista, suo fratellastro, e lo aggredì insieme a Gorion, ma Gorion sacrificò se stesso per permettere al protagonista di fuggire.
Successivamente, il protagonista e i suoi compagni rovinarono i piani del Trono Di Ferro fino a giungere alla città di Baldur's Gate.
Quando Rieltav andò a Candlekeep per negoziare un trattato, Sarevok, vedendolo una minaccia al suo piano, raggiunse il padre a Candlekeep sotto la falsa identità di Koveras e aiutò segretamente il protagonista a ucciderlo. Così facendo, sperava di far arrestare il protagonista e i suoi compagni ma questi ultimi riuscirono a fuggire e a tornare a Baldur's Gate dove interrompono l'incoronazione di Sarevok. Infuriato, Sarevok cercò di uccidere il protagonista per poi fuggire nel tempio di Bhaal dove venne sconfitto definitivamente. Il suo corpo si dissolse in polvere dorata e la sua essenza si è unità a quella di Bhaal.
In Throne of Bhaal, lo spirito di Sarevok viene portato al cospetto del party dell'eroe da un angelo Solar in un'anticamera dell'Abisso. Sarevok si offre di aiutare il suo fratellastro in cambio di una parte della sua essenza e quella di Imoen per riavere un corpo solido. Il giocatore può accettare o rifiutare la proposta di Sarevok, se accetta, Sarevok tornerà in vita e diventerà membro del party, altrimenti scomparirà per poi non tornare mai più per il resto del gioco.
Si può convincere Sarevok a cambiare il suo allineamento in Caotico Buono tramite alcuni dialoghi speciali.
Il suo epilogo narra che, dopo gli eventi del gioco, non riesce a trovare pace, ritrovandosi sempre in mezzo alla vita e alla morte senza ottenere nessuna delle due. Respinge una invasione di orchi a Berdusk per poi conquistare Westgate. Alla fine, va nel paese di Kara-Tur per seppellire la sua amata Tamoko per poi non fare più ritorno.